# 一度半海峡

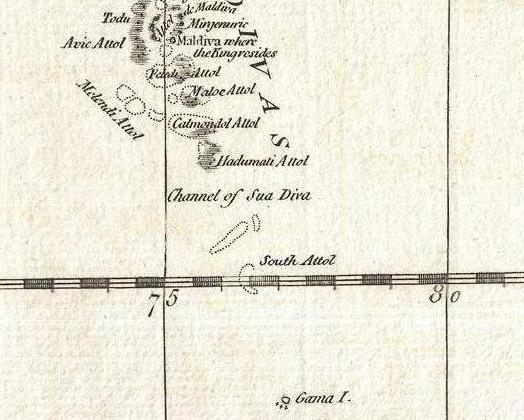

一度半海峡（One and a Half Degree Channel），是马尔代夫胡瓦杜环礁及哈杜马蒂环礁之间的一道海峡，因其地理位置位于北纬一度半附近而得名，当地称苏瓦蒂瓦海峡（Suvadiva Channel）。该海峡宽90公里，最深处水深1000米以上，是重要国际航道。